# Mosteiro de Santa Catarina
O Mosteiro Ortodoxo da Transfiguração, em homenagem à transfiguração de Jesus, mais tarde chamado de Mosteiro de Santa Catarina, em honra à mártir cristã, foi construído no sopé do Monte Sinai, no Egito, por ordem do imperador bizantino Justiniano I, entre os anos 527 e 565, à volta do local. É atualmente o mosteiro cristão mais antigo ainda em uso para a sua função inicial. A sua localização numa região desértica é característica da antiga tradição do ascetismo.

## História

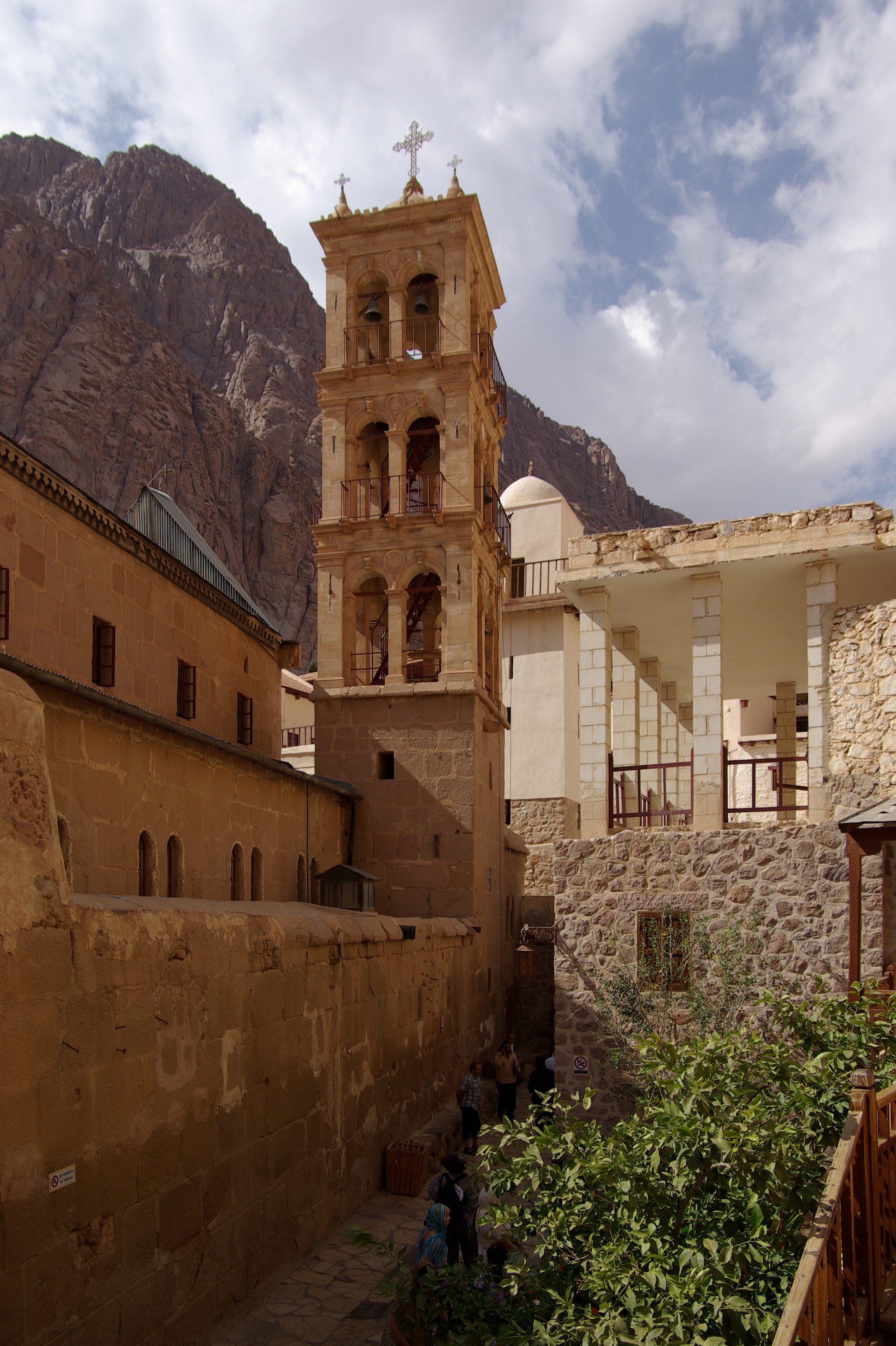
Vista do interior do mosteiro

O mais antigo registro da vida monástica no Sinai aparece em um diário de viagem escrito em latim por uma mulher chamada Egéria entre 381 e 384. Ela visitou muitos lugares na Terra Santa e na região do Monte Sinai onde, de acordo com o Antigo Testamento, acredita-se que estaria a sarça ardente junto da qual Moisés teria recebido as Tábuas da Lei.
O mosteiro foi construído por ordem do imperador bizantino Justiniano I (r. 527–565) à volta de uma capela que abrigava a sarça ardente construída por Helena, a mãe de Constantino. A sarça que ainda hoje ali está é, supostamente, a original. A capela também é conhecida como "Capela de Santa Helena" e o local é sagrado para os cristãos e muçulmanos.
Uma mesquita fatímida foi construída dentro do mosteiro, mas jamais foi utilizada, pois ela não está corretamente orientada na direção de Meca.
Durante o século VII, os anacoretas cristãos isolados do Sinai foram eliminados: apenas o mosteiro, fortificado, permaneceu. Ele ainda é rodeado pelas maciças muralhas que o preservaram intacto. Até o século XX, o acesso era feito por uma porta na parte mais alta das muralhas. A partir da Primeira Cruzada, a presença de cavaleiros cruzados na região (até 1270), provocou um súbito interesse nos cristãos europeus e aumentou o número de peregrinos que ali apareciam para visitar o mosteiro. Durante esse período, marcado pelo rancor entre as Igrejas Católica e Ortodoxa, o mosteiro foi patrocinado tanto pelo imperador bizantino quanto pelo rei de Jerusalém (católico), e suas respectivas elites.

## Geografia
O mosteiro de Santa Catarina, segundo o sistema de Classificação climática de Köppen-Geiger, apresenta clima do tipo deserto (BWk). Tem as noites mais frias do que qualquer localidade no Egito. Sua umidade é muito baixa. As montanhas mais altas do Egito cercam o mosteiro em vales estreitos e profundos. O mosteiro está a uma altitude de 1.600 metros acima do nível do mar. A grande altitude do mosteiro e as altas montanhas que o cercam proporcionam um clima agradável, com refrescantes noites de verão e excelente primavera, enquanto os dias de inverno são frescos em comparação a região e as noites podem atingir -14 °C em raras ocasiões. A nevasca pouco frequente no mosteiro de Santa Catarina ocorre durante os meses de inverno de dezembro, janeiro e fevereiro, no entanto, já nevou no final do outono e início do primavera. Uma pequena cidade com hotéis e piscinas, chamada Santa Catarina, cresceu em torno do mosteiro.

## Coleções
As suas características arquitetônicas são típicas da arte bizantina e, no seu interior, podem observar-se importantes peças de arte, incluindo mosaicos árabes, ícones gregos e russos, pinturas ocidentais a óleo e em cera, mármores, esmaltes e ornamentos sacerdotais, incluindo um relicário doado pela czarina Catarina I da Rússia no século XVII, e outro pelo czar Alexandre II no século XIX.
O mosteiro tem ainda a segunda maior colecção do mundo de iluminuras (a maior é a do Vaticano), com cerca de 3500 volumes em grego, copta, arménio, árabe, hebraico, Línguas eslavas e outros idiomas. O Codex Sinaiticus do século IV (actualmente no Museu Britânico) foi encontrado aqui, por volta do ano 1850.
Existe ainda, dentro do mosteiro, uma pequena mesquita do século X ou XI e uma capela, chamada Capela de São Trifónio, onde se encontra a “Casa dos Crânios”.
Conta-se que o profeta Maomé teria visitado a região e, tendo sido bem tratado pelos monges ortodoxos, prometeu-lhes a sua protecção, o que se tornou uma orientação para todos os muçulmanos daí para a frente.

## Fundação de Santa Catarina
A Fundação de Santa Catarina é uma organização sem fins lucrativos que visa preservar este importante sítio da UNESCO. A conservação das estruturas arquitetônicas, preciosas pinturas e livros derivam muito desta organização. Este instituto tem o dedicado objetivo de promover o conhecimento do mosteiro com a publicação do referido tema.

## Igreja do Sinai
O mosteiro, assim como diversas dependências na região, constituem a Igreja Ortodoxa do Monte Sinai, que é liderada por um arcebispo que também é o abade do mosteiro. O status administrativo desta igreja dentro da Igreja Ortodoxa é ambíguo: segundo alguns, incluindo a própria igreja, ela é considerada autocéfala. Segundo outros, uma igreja autônoma sob a jurisdição da Igreja Ortodoxa Grega de Jerusalém. O arcebispo é tradicionalmente consagrado pelo patriarca grego ortodoxo de Jerusalém e, nos séculos mais recentes, ele tem vivido no Cairo.